# Zimmerwaldkonferensen
Zimmerwaldkonferensen hölls den 5–8 september 1915 i Zimmerwald, en by 7,5 kilometer söder om Bern, av socialister och radikala socialdemokrater om medlen att snart få slut på första världskriget och återupprätta den socialistiska Andra Internationalen. En fortsättning av denna konferens, ibland kallad "Andra Zimmerwaldkonferensen", hölls 24–29 april 1916 i den närbelägna byn Kienthal. De båda konferenserna var förelöpare till den sedermera i Moskva 1919 stiftade Tredje internationalen.

## Konferensens bakgrund
Den socialdemokratiskt dominerade Andra internationalen hade på kongresser i Stuttgart 1907, Köpenhamn 1910 och Basel 1912 tagit ställning för att arbetarrörelsen i de olika europeiska länderna vid krigsfara skulle "utnyttja all den makt och alla de medel, som organisationen och proletariatets styrka satte i deras händer, för att förhindra kriget". När första världskriget bröt ut 1914 visade det sig dock att majoriteten i Västeuropas arbetarpartier ställde sig bakom de egna ländernas krigsansträngningar. Detta innebar de facto slutet för Andra internationalen.
De partier eller minoriteter inom partierna som motsatte sig kriget strävade efter att sammankalla en konferens för att diskutera läget. Detta lyckades först september 1915, då de italienska och schweiziska socialistpartierna tog initiativet till Zimmerwaldkonferensen.

## Konferensen
Konferensen bestod av ett 40-tal deltagare från 12 olika länder. Från Tyskland kom oppositionsmännen inom SPD Georg Ledebour och Adolf Hoffmann. Frankrike representerades av fackföreningsmännen A. Bourderon och A. Merrheim. Från det italienska partiet kom Serati, Morgari, Modigliani och Angelica Balabanoff. Schweiz representerades av Robert Grimm och Fritz Platten. Från de ryska partierna kom Lenin, Sinovjev och Karl Radek (alla bolsjeviker), Pavel Axelrod och Martov (mensjeviker), Viktor Tjernov och Bobrov-Nathanson (socialrevolutionärer), samt den då oberoende Leo Trotskij. Officiella representanter fanns vidare från de polska, rumänska och bulgariska partierna. Partiminoriteterna från Nederländerna, Norge och Sverige skickade representanter. De svenska deltagarna var Ture Nerman och Zeth Höglund. Från Norge Eugéne Olaussen. 
Zimmerwaldkonferensen fattade beslut om att anta ett fredsmanifest till Europas arbetare, i vilket världskriget framställdes som en frukt av det imperialistiska systemet och de kapitalistiska institutionerna, och fredens återställande sades bero på klasskampens återupptagande.

## Konsekvenser
Den rörelse som skapades Zimmerwald och Kiental fortsatte att bestå fram till den kommunistiska internationalens (Kominterns) grundande. På Kominterns konstituerande kongress 1919 beslöts att upplösa zimmerwaldrörelsen, ett beslut som de ledande inom rörelsen inte ens informerats om. Hur som helst hade rörelsen förlorat sin funktion och upplöstes.